# Aviré
Ne doit pas être confondu avec la ville d'Avire (Vanuatu), ni avec Avire (cratère).
Aviré est une ancienne commune française située dans le département de Maine-et-Loire, en région Pays de la Loire.
Elle est depuis le 15 décembre 2016, intégrée à la nouvelle commune de Segré-en-Anjou Bleu.

## Géographie
Commune angevine du Segréen, Aviré se situe au nord de Louvaines, sur les routes D 78, Segré / Montguillon, et D 180, La Ferrière-de-Flée / Louvaines.
La commune se situe sur l'unité paysagère du Plateau du Segréen.
Le cours d'eau La Sazée coule sur le territoire de la commune. En 2013 les méandres de la Sazée ont été aménagés afin de lutter contre des inondations potientielles.

## Toponymie
Attestée sous la forme Aviriacus en 1138 .

## Histoire
Pendant la Première Guerre mondiale, 27 habitants perdent la vie. Lors de la Seconde Guerre mondiale, 3 habitants sont tués.

## Politique et administration

### Administration municipale

#### Administration actuelle
Depuis le 15 décembre 2016 Aviré constitue une commune déléguée au sein de la commune nouvelle de Segré-en-Anjou Bleu et dispose d'un maire délégué.
| Période       | Période  | Identité             | Étiquette | Qualité |
| ------------- | -------- | -------------------- | --------- | ------- |
| décembre 2016 | mai 2020 | Marie-Agnès James    |           |         |
| mai 2020      |          | Christophe Gastineau |           |         |

#### Administration ancienne
| Période                                  | Période       | Identité          | Étiquette | Qualité         |
| ---------------------------------------- | ------------- | ----------------- | --------- | --------------- |
| Les données manquantes sont à compléter. |               |                   |           |                 |
| avant 1988                               | ?             | Pierre Vivien     |           |                 |
| 1995                                     | décembre 2016 | Marie-Agnès James | DVD       | Sans profession |

### Ancienne situation administrative
La commune était membre de la communauté de communes du Canton de Segré, elle-même membre du syndicat mixte Pays de l'Anjou bleu, Pays segréen, jusqu'à son intégration dans Segré-en-Anjou Bleu.

## Population et société

### Démographie
L'évolution du nombre d'habitants est connue à travers les recensements de la population effectués dans la commune depuis 1793. À partir du 1er janvier 2009, les populations légales des communes sont publiées annuellement dans le cadre d'un recensement qui repose désormais sur une collecte d'information annuelle, concernant successivement tous les territoires communaux au cours d'une période de cinq ans. 
Pour les communes de moins de 10 000 habitants, une enquête de recensement portant sur toute la population est réalisée tous les cinq ans, les populations légales des années intermédiaires étant quant à elles estimées par interpolation ou extrapolation. Pour la commune, le premier recensement exhaustif entrant dans le cadre du nouveau dispositif a été réalisé en 2005,.
En 2014, la commune comptait 490 habitants, en évolution de +10,11 % par rapport à 2009 (Maine-et-Loire : +3,3 %, France hors Mayotte : +2,49 %).
| 1793 | 1800 | 1806 | 1821 | 1831  | 1836  | 1841 | 1846 | 1851 |
| ---- | ---- | ---- | ---- | ----- | ----- | ---- | ---- | ---- |
| 771  | 554  | 749  | 839  | 1 007 | 1 017 | 963  | 772  | 804  |

| 1856 | 1861 | 1866 | 1872 | 1876 | 1881 | 1886 | 1891 | 1896 |
| ---- | ---- | ---- | ---- | ---- | ---- | ---- | ---- | ---- |
| 755  | 740  | 756  | 684  | 666  | 712  | 711  | 693  | 672  |

| 1901 | 1906 | 1911 | 1921 | 1926 | 1931 | 1936 | 1946 | 1954 |
| ---- | ---- | ---- | ---- | ---- | ---- | ---- | ---- | ---- |
| 603  | 586  | 653  | 558  | 508  | 491  | 505  | 501  | 462  |

| 1962 | 1968 | 1975 | 1982 | 1990 | 1999 | 2005 | 2010 | 2014 |
| ---- | ---- | ---- | ---- | ---- | ---- | ---- | ---- | ---- |
| 449  | 407  | 370  | 405  | 433  | 421  | 426  | 454  | 490  |

### Pyramide des âges
La population de la commune est relativement jeune. Le taux de personnes d'un âge supérieur à 60 ans (14,8 %) est en effet inférieur au taux national (22,1 %) et au taux départemental (21,4 %).
Contrairement aux répartitions nationale et départementale, la population masculine de la commune est supérieure à la population féminine (52,2 % contre 48,4 % au niveau national et 48,6 % au niveau départemental).
La répartition de la population de la commune par tranches d'âge est, en 2008, la suivante :
- 52,2 % d’hommes (0 à 14 ans = 24,1 %, 15 à 29 ans = 18,1 %, 30 à 44 ans = 19,8 %, 45 à 59 ans = 23,6 %, plus de 60 ans = 14,3 %) ;
- 47,8 % de femmes (0 à 14 ans = 23,5 %, 15 à 29 ans = 17,5 %, 30 à 44 ans = 21,2 %, 45 à 59 ans = 23 %, plus de 60 ans = 14,8 %).

| Hommes | Classe d’âge | Femmes |
| ------ | ------------ | ------ |
| 0,0    | 90 ans ou +  | 0,0    |
| 4,2    | 75 à 89 ans  | 5,1    |
| 10,1   | 60 à 74 ans  | 9,7    |
| 23,6   | 45 à 59 ans  | 23,0   |
| 19,8   | 30 à 44 ans  | 21,2   |
| 18,1   | 15 à 29 ans  | 17,5   |
| 24,1   | 0 à 14 ans   | 23,5   |

| Hommes | Classe d’âge | Femmes |
| ------ | ------------ | ------ |
| 0,4    | 90 ans ou +  | 1,1    |
| 6,3    | 75 à 89 ans  | 9,5    |
| 12,1   | 60 à 74 ans  | 13,1   |
| 20,0   | 45 à 59 ans  | 19,4   |
| 20,3   | 30 à 44 ans  | 19,3   |
| 20,2   | 15 à 29 ans  | 18,9   |
| 20,7   | 0 à 14 ans   | 18,7   |

## Économie
Sur 46 établissements présents sur la commune à fin 2010, 41 % relevaient du secteur de l'agriculture (pour une moyenne de 17 % sur le département), 13 % du secteur de l'industrie, 9 % du secteur de la construction, 33 % de celui du commerce et des services et 4 % du secteur de l'administration et de la santé.

## Culture locale et patrimoine

### Lieux et monuments
- Le château de la Montchevalleraie, construit à la fin du XVIIIe siècle ; le corps de logis comprend deux ailes en retour d'équerre vers le sud. Sur la travée centrale, le logis possède une lucarne complexe présentant les caractères d'une serlienne inscrite dans un fronton en plein cintre. Le célèbre chanteur français d'opérettes, Luis Mariano, y venait en vacances à l'invitation du propriétaire de l'époque, Maurice Lamy, directeur du théâtre du Châtelet à Paris[18]. Aujourd'hui, c'est un château privé, habité toute l'année, qui propose des chambres d'hôtes).
- L'église Saint-Martin, des XIIe, XIIIe et XIXe siècles[19].
- Le logis de la Fleuriaie, du XVIIe siècle, inscrit aux Monuments historiques[20].
- Le manoir Le Grand Rossignol, du XVIIe siècle, inscrit aux Monuments historiques[21].
- Le menhir de la Pierre Debout du Genest, du Néolithique, classé aux Monuments historiques[22].

### Personnalités liées à la commune
- Durant quelques années Marcel Lamy, ancien directeur du Théâtre du Châtelet à Paris, avait loué le château de la Montchevalleraie ; c'est là que Luis Mariano venait fréquemment pour retrouver ses amis et fêter son anniversaire[18].
- Mgr René Séjourné, né en 1930 dans la commune, évêque émérite de Saint-Flour, théologien, conseiller du pape Jean-Paul II, mort en 2018[23].